# Lijst van coaches van Noord-Iers voetbalelftal (mannen)
Dit is een lijst van bondscoaches van het Noord-Iers voetbalelftal mannen. 

## Bondscoaches
| Naam                                    | Land van herkomst | Begin periode    | Einde periode    | Prijzen | Opmerkingen/Wijze van vertrek                                          |
| --------------------------------------- | ----------------- | ---------------- | ---------------- | ------- | ---------------------------------------------------------------------- |
| Selectiecomité van de Ierse voetbalbond | Noord-Ierland     | 18 februari 1882 | 12 mei 1951      |         |                                                                        |
| Peter Doherty                           | Noord-Ierland     | 6 oktober 1951   | 9 mei 1962       |         |                                                                        |
| Bertie Peacock                          | Noord-Ierland     | 1 juli 1962      | 30 juni 1967     |         |                                                                        |
| Billy Bingham                           | Noord-Ierland     | 1 oktober 1967   | 31 mei 1971      |         |                                                                        |
| Terry Neill                             | Noord-Ierland     | 1 september 1971 | 31 oktober 1974  |         |                                                                        |
| Dave Clements                           | Noord-Ierland     | 1 maart 1975     | 31 mei 1976      |         |                                                                        |
| Danny Blanchflower                      | Noord-Ierland     | 1 oktober 1976   | 30 november 1979 |         |                                                                        |
| Billy Bingham                           | Noord-Ierland     | 29 februari 1980 | 31 oktober 1993  |         |                                                                        |
| Bryan Hamilton                          | Noord-Ierland     | 1 januari 1994   | 31 december 1997 |         |                                                                        |
| Lawrie McMenemy                         | Noord-Ierland     | 9 februari 1998  | 16 oktober 1999  |         | Ontslag genomen, Sammy McIlroy vervangt hem                            |
| Sammy McIlroy                           | Noord-Ierland     | 23 februari 2000 | 21 december 2003 |         | Contract getekend bij Stockport County FC, Lawrie Sanchez vervangt hem |
| Lawrie Sanchez                          | Noord-Ierland     | 1 januari 2004   | 12 mei 2007      |         | Vertrokken/ontslag genomen, Nigel Worthington vervangt hem             |
| Nigel Worthington                       | Noord-Ierland     | 1 juli 2007      | 12 oktober 2011  |         | Ontslag genomen, Michael O'Neill vervangt hem                          |
| Michael O'Neill                         | Noord-Ierland     | 28 december 2011 | 22 april 2020    |         | Ontslag genomen, Ian Baraclough vervangt hem                           |
| Ian Baraclough                          | Noord-Ierland     | 27 juni 2020     | 21 oktober 2022  |         | Ontslagen, Michael O'Neill vervangt hem                                |
| Michael O'Neill                         | Noord-Ierland     | 7 december 2022  |                  |         |                                                                        |

IFA · A-internationals · Selecties · Bondscoaches · Noord-Iers vrouwenelftal · Brits olympisch elftal · N-Ierland U21 · N-Ierland U20 · N-Ierland U19 · N-Ierland U18 · N-Ierland U17 · N-Ierland U16
1882 – 1899 ·
1900 – 1919 ·
1920 – 1929 ·
1930 – 1939 ·
1940 – 1949 ·
1950 – 1959 ·
1960 – 1969 ·
1970 – 1979 ·
1980 – 1989 ·
1990 – 1999 ·
2000 – 2009 ·
2010 – 2019 ·
2020 – 2029
EK 2016
WK 1958 · 
WK 1982 · 
WK 1986
1921 · 
1922 · 
1923 · 
1924 · 
1925 · 
1926 · 
1927 · 
1928 · 
1929 · 
1930 · 
1931 · 
1932 · 
1933 · 
1934 · 
1935 · 
1936 · 
1937 · 
1938 · 
1939 · 
1940 · 1941 · 1942 · 1943 · 1944 · 1945 · 
1946 · 
1947 · 
1948 · 
1949 · 
1950 · 
1952 · 
1952 · 
1953 · 
1954 · 
1955 · 
1956 · 
1957 · 
1958 · 
1959 · 
1960 · 
1961 · 
1962 · 
1963 · 
1964 · 
1965 · 
1966 · 
1967 · 
1968 · 
1969 · 
1970 · 
1971 · 
1972 · 
1973 · 
1974 · 
1975 · 
1976 · 
1977 · 
1978 · 
1979 · 
1980 · 
1981 · 
1982 · 
1983 · 
1984 · 
1985 · 
1986 · 
1987 · 
1988 · 
1989 · 
1990 ·
1991 · 
1992 · 
1993 · 
1994 · 
1995 · 
1996 · 
1997 · 
1998 · 
1999 · 
2000 · 
2001 · 
2002 · 
2003 · 
2004 · 
2005 · 
2006 · 
2007 · 
2008 · 
2009 · 
2010 · 
2011 · 
2012 · 
2013 · 
2014 · 
2015 · 
2016 · 
2017 · 
2018 · 
2019 · 
2020 · 
2021 ·
2022 ·
2023 ·
2024
Albanië ·
Algerije ·
Andorra ·
Argentinië ·
Armenië ·
Australië ·
Azerbeidzjan ·
Barbados ·
België ·
Bosnië en Herzegovina ·
Brazilië ·
Bulgarije ·
Canada ·
Chili ·
Colombia ·
Costa Rica ·
Cyprus ·
Denemarken ·
Duitsland ·
Engeland ·
Estland ·
Faeröer ·
Finland ·
Frankrijk ·
Georgië · 
Griekenland ·
Honduras ·
Hongarije ·
Ierland ·
IJsland ·
Israël ·
Italië ·
Joegoslavië ·
Kazachstan ·
Kosovo ·
Kroatië ·
Letland ·
Liechtenstein ·
Litouwen ·
Luxemburg · 
Malta ·
Marokko ·
Mexico ·
Moldavië ·
Montenegro ·
Nederland ·
Nieuw-Zeeland ·
Noorwegen ·
Oekraïne ·
Oostenrijk ·
Panama ·
Polen ·
Portugal ·
Qatar ·
Roemenië ·
Rusland ·
Saint Kitts en Nevis ·
San Marino ·
Schotland ·
Servië ·
Servië en Montenegro ·
Slovenië ·
Slowakije ·
Sovjet-Unie ·
Spanje ·
Thailand ·
Trinidad en Tobago ·
Tsjechië ·
Tsjecho-Slowakije ·
Turkije ·
Uruguay ·
Verenigde Staten ·
Wales ·
Wit-Rusland · 
Zuid-Korea ·
Zweden ·
Zwitserland
Frankrijk (1982) · Oekraïne (2016) · Oostenrijk (1982) · Polen (2016)